# Castillo de Vilademager
El castillo de Vilademager, ubicado en La Llacuna, incluye los restos del castillo y de la iglesia adyacente dedicada a San Pedro. La fortaleza estaba formada por una torre, situada al este, y un recinto que se extendía hacia el oeste. Se conservan restos de la torre y el recinto amurallado a levante y paramentos de muralla y una portalada de acceso a poniente que correspondería a un segundo recinto de murallas que cerraba la iglesia y probablemente el pueblo original que posteriormente descendió a la llanura.

## Ubicación

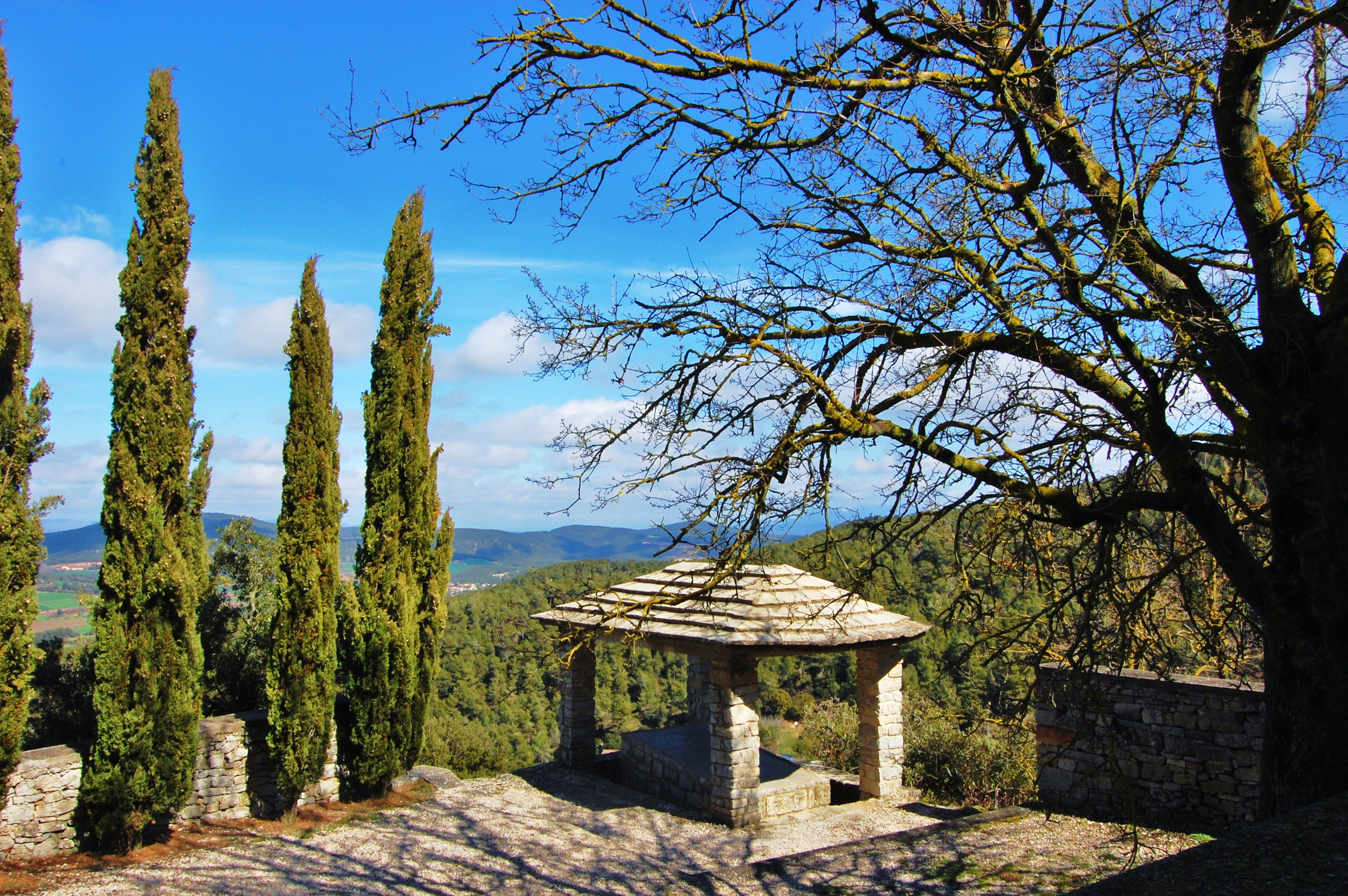
Fosa común del castillo.

Las ruinas del castillo y la iglesia se alzan sobre un acantilado, en el lado suroriental de la llanura de La Llacuna desde el que obtenemos una magnífica panorámica de la villa y su entorno. Se accede a través de una pista medio asfaltada que sale desde el extremo este de La Llacuna. El camino carretero pasa junto a las escuelas, y el cementerio hasta la explanada bajo el castillo. A la izquierda un pequeño camino sube hasta el castillo por el lado oeste.

## Historia del conjunto
Las primeras noticias referentes al término castillo de Vilademager son del año 987 en que es mencionado como una de las afrontacions en la donación que el conde Borrell II se refiere a la iglesia de San Pedro de Vich. En el siglo XI el dominio pertenecía a la casa condal de Barcelona y el 1022 fue enfeudado a Bernat Sendred de Gurb-Queralt, señor también del castillo de Queralt. En 1079 pasó al linaje de los Cervelló, emparentados con los Queralt, manteniendo el vasallaje a los condes de Barcelona. Los Cervelló subenfeudaron el castillo a los Vilademager.
A partir del 1347, la fortaleza entró a formar parte de la baronía de La Llacuna que tenía derecho jurisdiccional junto con Miralles, Rocamora y, después, Santa Perpetua. En 1370 el señoreaba Guillem Ramón de Cervelló. La propiedad pasó de la familia de los Cervelló a los Moncada y posteriormente a los duques de Medinaceli. En 1831 la propiedad de la baronía era compartida por el marqués de Aitona y el de Moja.

## Iglesia de San Pedro

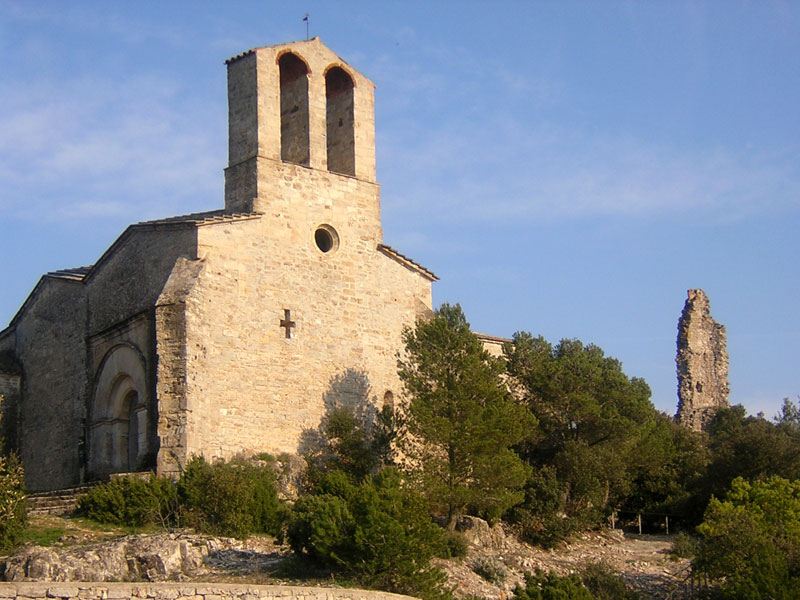
Iglesia de San Pedro de Vilademager.

Se trata de una iglesia de origen románico renovada en gran parte posteriormente aprovechando algunos elementos del edificio primitivo que ahora quedan englobados y subordinados en el actual conjunto que responde a un edificio de estilo gótico tardío con la intromisión de algunos adobos posteriores.
En el año 1160 se menciona por primera vez la iglesia que se remodelará durante el siglo XIV y también en 1883. En 1578 la iglesia ya se llamaba San Pedro de Villa de Màger o San Pedro de la Llacuna.
Durante la guerra civil española se quemaron todos los retablos y las imágenes, entre ellas una talla de Cristo conocida como la Majestad de Vilademager. Con el abandono de la rectoría se inició el progresivo deterioro del conjunto. En 1956 el rector de la parroquia de La Llacuna hizo obras de restauración en San Pedro. Después de algunas reparaciones en el año 1981 la Diputación de Barcelona en retomó la restauración y durante los trabajos se descubrieron fragmentos de pinturas murales de principios del siglo XIV.